# Copa América 1983
De Copa América 1983 was een voetbaltoernooi van 10 augustus tot 4 november 1983. Er was geen gastland. De wedstrijden door het jaar gespeeld in alle landen.
Alle landen van de CONMEBOL deden mee.
De landen werden drie groepen verdeeld van drie teams. De nummers één samen met Paraguay (winnaar vorige editie) gingen door naar de halve finales.
De puntenverdeling was als volgt:
- Twee punten voor winst
- Eén punt voor gelijkspel
- Nul punten voor verlies

## Deelnemende landen
| Land         | Aantal deelnames | Huidig aantal deelnames op rij | Vorige deelname |
| ------------ | ---------------- | ------------------------------ | --------------- |
| Argentinië   | 29ste            | 10                             | 1979            |
| Bolivia      | 13de             | 5                              | 1979            |
| Brazilië     | 23ste            | 3                              | 1979            |
| Chili        | 25ste            | 4                              | 1979            |
| Colombia     | 8ste             | 3                              | 1979            |
| Ecuador      | 14de             | 3                              | 1979            |
| Paraguay (t) | 23ste            | 7                              | 1979            |
| Peru         | 18de             | 3                              | 1979            |
| Uruguay      | 30ste            | 4                              | 1979            |
| Venezuela    | 4de              | 4                              | 1979            |

- (t) = titelverdediger

## Scheidsrechters
De organisatie nodigde in totaal 21 scheidsrechters uit voor 24 duels. Tussen haakjes staat het aantal gefloten duels tijdens de Copa América 1987.

## Groepsfase

### Groep A
| Land      | Wed | Win | Gel | Ver | DV | DT | +/− | Pnt |
| --------- | --- | --- | --- | --- | -- | -- | --- | --- |
| Uruguay   | 4   | 3   | 0   | 1   | 7  | 4  | +3  | 6   |
| Chili     | 4   | 2   | 1   | 1   | 8  | 2  | +6  | 5   |
| Venezuela | 4   | 0   | 1   | 3   | 1  | 10 | –9  | 1   |

|                                     |                                                      |       |                          |                                                                                          |
| 1 september 1983 «onderlinge duels» | Uruguay                                              | 2 – 1 | Chili                    | Estadio Centenario, Montevideo Toeschouwers: 30.000 Scheidsrechter: Arnaldo Cézar Coelho |
| 1 september 1983 «onderlinge duels» | Eduardo Mario Acevedo 45' Fernando Morena 63' (pen.) |       | Juan Carlos Orellana 76' | Estadio Centenario, Montevideo Toeschouwers: 30.000 Scheidsrechter: Arnaldo Cézar Coelho |

|                                     |                                                                   |       |           |                                                                                      |
| 4 september 1983 «onderlinge duels» | Uruguay                                                           | 3 – 0 | Venezuela | Estadio Centenario, Montevideo Toeschouwers: 60.000 Scheidsrechter: Gabriel González |
| 4 september 1983 «onderlinge duels» | Wilmar Cabrera 55' Fernando Morena 51' (pen.) Arsenio Luzardo 68' |       |           | Estadio Centenario, Montevideo Toeschouwers: 60.000 Scheidsrechter: Gabriel González |

|                                     |                                                                              |       |           |                                                                              |
| 8 september 1983 «onderlinge duels» | Chili                                                                        | 5 – 0 | Venezuela | Estadio Nacional, Santiago Toeschouwers: 20.000 Scheidsrechter: Enrique Labó |
| 8 september 1983 «onderlinge duels» | Oscar Arriaza 22' Rodolfo Dubó 25' Jorge Aravena 35', 83' Rubén Espinoza 51' |       |           | Estadio Nacional, Santiago Toeschouwers: 20.000 Scheidsrechter: Enrique Labó |

|                                      |                                          |       |         |                                                                               |
| 11 september 1983 «onderlinge duels» | Chili                                    | 2 – 0 | Uruguay | Estadio Nacional, Santiago Toeschouwers: 55.000 Scheidsrechter: Teodoro Nitti |
| 11 september 1983 «onderlinge duels» | Rodolfo Dubó 9' Juan Carlos Letelier 80' |       |         | Estadio Nacional, Santiago Toeschouwers: 55.000 Scheidsrechter: Teodoro Nitti |

|                                      |                  |       |                                          |                                                                                       |
| 18 september 1983 «onderlinge duels» | Venezuela        | 1 – 4 | Uruguay                                  | Brígido Iriarte Stadium, Caracas Toeschouwers: 3.000 Scheidsrechter: Carlos Montalván |
| 18 september 1983 «onderlinge duels» | Pedro Febles 77' |       | Alberto Santelli 74' Carlos Aguilera 87' | Brígido Iriarte Stadium, Caracas Toeschouwers: 3.000 Scheidsrechter: Carlos Montalván |

|                                      |           |       |       |                                                                                  |
| 21 september 1983 «onderlinge duels» | Venezuela | 0 – 0 | Chili | Brígido Iriarte Stadium Caracas Toeschouwers: 3.000 Scheidsrechter: Elías Jácome |
| 21 september 1983 «onderlinge duels» |           |       |       | Brígido Iriarte Stadium Caracas Toeschouwers: 3.000 Scheidsrechter: Elías Jácome |

### Groep B
| Land       | Wed | Win | Gel | Ver | DV | DT | +/− | Pnt |
| ---------- | --- | --- | --- | --- | -- | -- | --- | --- |
| Brazilië   | 4   | 2   | 1   | 1   | 6  | 1  | +5  | 5   |
| Argentinië | 4   | 1   | 3   | 0   | 5  | 4  | +1  | 5   |
| Ecuador    | 4   | 0   | 2   | 2   | 4  | 10 | –6  | 2   |

|                                     |                                               |       |                                |                                                                                             |
| 10 augustus 1983 «onderlinge duels» | Ecuador                                       | 2 – 2 | Argentinië                     | Estadio Olímpico Atahualpa, Quito Toeschouwers: 50.000 Scheidsrechter: Gilberto Aristizábal |
| 10 augustus 1983 «onderlinge duels» | Galo Fidean Vásquez 68' José Jacinto Vega 79' |       | Jorge Luis Burruchaga 40', 51' | Estadio Olímpico Atahualpa, Quito Toeschouwers: 50.000 Scheidsrechter: Gilberto Aristizábal |

|                                     |         |                      |          |                                                                                        |
| 17 augustus 1983 «onderlinge duels» | Ecuador | 0 – 1                | Brazilië | Estadio Olímpico Atahualpa, Quito Toeschouwers: 50.000 Scheidsrechter: Alfonso Postigo |
| 17 augustus 1983 «onderlinge duels» |         | Roberto Dinamite 14' |          | Estadio Olímpico Atahualpa, Quito Toeschouwers: 50.000 Scheidsrechter: Alfonso Postigo |

|                                     |                    |       |          |                                                                                              |
| 24 augustus 1983 «onderlinge duels» | Argentinië         | 1 – 0 | Brazilië | Estadio Monumental, Buenos Aires Toeschouwers: 70.000 Scheidsrechter: Juan Daniel Cardellino |
| 24 augustus 1983 «onderlinge duels» | Ricardo Gareca 55' |       |          | Estadio Monumental, Buenos Aires Toeschouwers: 70.000 Scheidsrechter: Juan Daniel Cardellino |

|                                     |                                                               |       |         |                                                                                           |
| 1 september 1983 «onderlinge duels» | Brazilië                                                      | 5 – 0 | Ecuador | Estádio Serra Dourada, Goiânia Toeschouwers: 35.000 Scheidsrechter: Luis Gregorio Da Rosa |
| 1 september 1983 «onderlinge duels» | Renato Gaúcho 12' Roberto Dinamite 46', 55' Éder 58' Tita 60' |       |         | Estádio Serra Dourada, Goiânia Toeschouwers: 35.000 Scheidsrechter: Luis Gregorio Da Rosa |

|                                     |                                                   |       |                                      |                                                                                              |
| 7 september 1983 «onderlinge duels» | Argentinië                                        | 2 – 2 | Ecuador                              | Estadio Monumental, Buenos Aires Toeschouwers: 40.000 Scheidsrechter: Juan Daniel Cardellino |
| 7 september 1983 «onderlinge duels» | Víctor Ramos 50' Jorge Luis Burruchaga 90' (pen.) |       | Lupo Quiñónez 44' Hans Maldonado 90' | Estadio Monumental, Buenos Aires Toeschouwers: 40.000 Scheidsrechter: Juan Daniel Cardellino |

|                                      |          |       |            |                                                                                  |
| 14 september 1983 «onderlinge duels» | Brazilië | 0 – 0 | Argentinië | Maracanã Stadium, Rio de Janeiro Toeschouwers: 75.000 Scheidsrechter: Mario Lira |
| 14 september 1983 «onderlinge duels» |          |       |            | Maracanã Stadium, Rio de Janeiro Toeschouwers: 75.000 Scheidsrechter: Mario Lira |

### Groep C
| Land     | Wed | Win | Gel | Ver | DV | DT | +/− | Pnt |
| -------- | --- | --- | --- | --- | -- | -- | --- | --- |
| Peru     | 4   | 2   | 2   | 0   | 6  | 4  | +2  | 6   |
| Colombia | 4   | 1   | 2   | 1   | 5  | 5  | 0   | 4   |
| Bolivia  | 4   | 0   | 2   | 2   | 4  | 6  | –2  | 2   |

|                                     |         |          |          |                                                                                      |
| 14 augustus 1983 «onderlinge duels» | Bolivia | 0 – 1    | Colombia | Estadio Hernando Siles, La Paz Toeschouwers: 40.000 Scheidsrechter: Gabriel González |
| 14 augustus 1983 «onderlinge duels» |         | Didí 73' |          | Estadio Hernando Siles, La Paz Toeschouwers: 40.000 Scheidsrechter: Gabriel González |

|                                     |                    |       |          |                                                                                      |
| 17 augustus 1983 «onderlinge duels» | Peru               | 1 – 0 | Colombia | Estadio Nacional, Lima Toeschouwers: 30.000 Scheidsrechter: José Luis Martínez Bazán |
| 17 augustus 1983 «onderlinge duels» | Franco Navarro 70' |       |          | Estadio Nacional, Lima Toeschouwers: 30.000 Scheidsrechter: José Luis Martínez Bazán |

|                                     |                  |       |                    |                                                                                          |
| 21 augustus 1983 «onderlinge duels» | Bolivia          | 1 – 1 | Peru               | Estadio Hernando Siles, La Paz Toeschouwers: 37.738 Scheidsrechter: Jorge Eduardo Romero |
| 21 augustus 1983 «onderlinge duels» | Erwin Romero 65' |       | Franco Navarro 89' | Estadio Hernando Siles, La Paz Toeschouwers: 37.738 Scheidsrechter: Jorge Eduardo Romero |

|                                     |                                                 |       |                                                 |                                                                                     |
| 28 augustus 1983 «onderlinge duels» | Colombia                                        | 2 – 2 | Peru                                            | Estadio El Campín, Bogotá Toeschouwers: 50.000 Scheidsrechter: Arnaldo Cézar Coelho |
| 28 augustus 1983 «onderlinge duels» | Miguel Augusto Prince 46' Fernando Fiorillo 69' |       | Eduardo Malásquez 25' (pen.) Juan Caballero 85' | Estadio El Campín, Bogotá Toeschouwers: 50.000 Scheidsrechter: Arnaldo Cézar Coelho |

|                                     |                                    |       |                                    |                                                                             |
| 31 augustus 1983 «onderlinge duels» | Colombia                           | 2 – 2 | Bolivia                            | Estadio El Campín, Bogotá Toeschouwers: 45.000 Scheidsrechter: José Vergara |
| 31 augustus 1983 «onderlinge duels» | Didí 2' Nolberto Molina 60' (pen.) |       | Milton Melgar 78' Silvio Rojas 80' | Estadio El Campín, Bogotá Toeschouwers: 45.000 Scheidsrechter: José Vergara |

|                                     |                                     |       |                    |                                                                             |
| 4 september 1983 «onderlinge duels» | Peru                                | 2 – 1 | Bolivia            | Estadio Nacional, Lima Toeschouwers: 50.000 Scheidsrechter: Guillermo Budge |
| 4 september 1983 «onderlinge duels» | Germán Leguía 6' Juan Caballero 21' |       | David Paniagua 46' | Estadio Nacional, Lima Toeschouwers: 50.000 Scheidsrechter: Guillermo Budge |

## Knock-outfase
|  | Halve finale | Halve finale | Halve finale |   |         | Finale | Finale | Finale |
|  |              |              |              |   |         |        |        |        |
|  | Peru         | 0            | 1            |   |         |        |        |        |
|  | Uruguay      | 1            | 1            |   |         |        |        |        |
|  | Uruguay      | 1            | 1            |   | Uruguay | 2      | 1      |        |
|  |              |              |              |   | Uruguay | 2      | 1      |        |
|  |              | Brazilië     | 0            | 1 |         |        |        |        |
|  | Paraguay     | Brazilië     | 0            | 1 | 1       | 0      |        |        |
|  | Paraguay     |              |              |   | 1       | 0      |        |        |
|  | Brazilië     | 1            | 0            |   |         |        |        |        |

### Halve finales
|                                    |      |              |         |                                                                            |
| 13 oktober 1983 «onderlinge duels» | Peru | 0 – 1        | Uruguay | Estadio Nacional, Lima Toeschouwers: 28.000 Scheidsrechter: Sergio Vásquez |
| 13 oktober 1983 «onderlinge duels» |      | Aguilera 65' |         | Estadio Nacional, Lima Toeschouwers: 28.000 Scheidsrechter: Sergio Vásquez |

|                                    |             |       |               |                                                                                |
| 20 oktober 1983 «onderlinge duels» | Uruguay     | 1 – 1 | Peru          | Estadio Centenario, Montevideo Toeschouwers: 58.000 Scheidsrechter: Ithurralde |
| 20 oktober 1983 «onderlinge duels» | Cabrera 49' |       | Malásquez 24' | Estadio Centenario, Montevideo Toeschouwers: 58.000 Scheidsrechter: Ithurralde |

|                                    |           |       |          |                                                                                   |
| 13 oktober 1983 «onderlinge duels» | Paraguay  | 1 – 1 | Brazilië | Defensores del Chaco, Asunción Toeschouwers: 55.000 Scheidsrechter: Gastón Castro |
| 13 oktober 1983 «onderlinge duels» | Morel 70' |       | Éder 88' | Defensores del Chaco, Asunción Toeschouwers: 55.000 Scheidsrechter: Gastón Castro |

|                                    |          |        |          |                                                                                      |
| 20 oktober 1983 «onderlinge duels» | Brazilië | 0 – 0* | Paraguay | Parque de Sabiá, Uberlândia Toeschouwers: 75.000 Scheidsrechter: Juan Carlos Loustau |
| 20 oktober 1983 «onderlinge duels» |          |        |          | Parque de Sabiá, Uberlândia Toeschouwers: 75.000 Scheidsrechter: Juan Carlos Loustau |

*Brazilië plaatst zich door middel van loting.

### Finales
|                                    |                           |       |          |                                                                                  |
| 27 oktober 1983 «onderlinge duels» | Uruguay                   | 2 – 0 | Brazilië | Estadio Centenario, Montevideo Toeschouwers: 65.000 Scheidsrechter: Héctor Ortíz |
| 27 oktober 1983 «onderlinge duels» | Francescoli 41' Diogo 80' |       |          | Estadio Centenario, Montevideo Toeschouwers: 65.000 Scheidsrechter: Héctor Ortíz |

|                                    |              |       |              |                                                                                |
| 4 november 1983 «onderlinge duels» | Brazilië     | 1 – 1 | Uruguay      | Estádio Fonte Nova, Salvador Toeschouwers: 95.000 Scheidsrechter: Edison Pérez |
| 4 november 1983 «onderlinge duels» | Jorginho 23' |       | Aguilera 77' | Estádio Fonte Nova, Salvador Toeschouwers: 95.000 Scheidsrechter: Edison Pérez |

|                    |
| Vlag van Uruguay   |
| URUGUAY 12de titel |

## Doelpuntenmakers
3 doelpunten
- Jorge Luis Burruchaga
- Roberto Dinamite
- Carlos Aguilera

2 doelpunten
- Éder
- Jorge Aravena
- Rodolfo Dubó

- Didí
- Juan Caballero
- Franco Navarro

- Eduardo Malásquez
- Fernando Morena
- Wilmar Cabrera

1 doelpunt
- Ricardo Gareca
- Víctor Ramos
- Milton Melgar
- David Paniagua
- Silvio Rojas
- Erwin Romero
- Jorginho
- Renato Gaúcho
- Tita
- Oscar Arriaza

- Rubén Espinoza
- Juan Carlos Letelier
- Juan Carlos Orellana
- Fernando Fiorillo
- Nolberto Molina
- Miguel Augusto Prince
- Hans Maldonado
- Lupo Quiñónez
- Galo Fidean Vázquez

- José Jacinto Vega
- Milciades Morel
- Germán Leguía
- Eduardo Mario Acevedo
- Víctor Diogo
- Enzo Francescoli
- Roberto Luzardo
- Alberto Santelli
- Pedro Febles

1916 · 
1917 · 
1919 · 
1920 · 
1921 · 
1922 · 
1923 · 
1924 · 
1925 · 
1926 · 
1927 · 
1929 · 
1935 · 
1937 · 
1939 · 
1941 · 
1942 · 
1945 · 
1946 · 
1947 · 
1949 · 
1953 · 
1955 · 
1956 · 
1957 · 
1959 · 
1959 · 
1963 · 
1967 · 
1975 · 
1979 · 
1983 · 
1987 · 
1989 · 
1991 · 
1993 · 
1995 · 
1997 · 
1999 · 
2001 · 
2004 · 
2007 · 
2011 · 
2015 · 
2016 ·
2019 ·
2021 ·
2024